# Dhan Dhana Dhan Goal
Dhan Dhana Dhan Goal (inne tytuły: angielski "Goal: Heroes Will Rise", niemiecki "Dhan Dhana Dhan Goal: Kämpfe für deinen Traum") – indyjski dramat sportowy wyreżyserowany w 2007 roku przez Vivek Agnihotri, autora Chocolate. W filmie grają John Abraham, Bipasha Basu, Arshad Warsi i
Boman Irani. Muzykę do filmu skomponował Pritam Chakraborty. Autorem tekstów piosenek jest Javed Akhtar.
Premiera filmu miała miejsce tego samego dnia w Indiach i Pakistanie, gdzie do niedawna zakazany był pokaz filmów indyjskich (oglądano je powszechnie nielegalnie). Tematem filmu jest historia piłkarskiego klubu emigrantów z Indii, Bangladeszu i Pakistanu. Rzecz dzieje się w Londynie. Zagrożony zamknięciem i odnoszący dotychczas tylko porażki klub zaczyna walczyć o zwycięstwo w finale. Film przedstawia więzi między przyjaciółmi, kumplami, w małżeństwach i najbardziej dramatyczną relację między ojcem i synem, ich żal i próby jednania się. Porusza też problem jedności Azjatów z Indii, Pakistanu i Bangladeszu, ich walki o tożsamość w kraju Anglików, o szacunek do siebie i dumę z tego, kim są.

## Fabuła
Londyn. Istniejący od 100 lat klub piłki nożnej skupia w sobie zawodników z Indii, Pakistanu i Bangladeszu. Od lat zespół wciąż przegrywa, więc Anglicy chcą zrezygnować z dzierżawy gruntu i wybudować w miejsce stadionu centrum handlowo-rozrywkowe. Wiadomość o tym przekazuje im służący Anglikom Indus Johny Bakshi (Dalip Tahil). Kapitan drużyny Shaan Ali Khan (Arshad Warsi), dla którego futbol jest wszystkim, postanawia walczyć o przetrwanie klubu. Warunkiem jego dalszego istnienia jest niemożliwa do osiągnięcia wygrana w finale. Za pieniądze z nagrody można byłoby przedłużyć dzierżawę gruntu. Szansą dla zespołu mogłoby być pozyskanie bardzo dobrego trenera. Shaan przekonuje Tony Singha (Boman Irani), niegdyś wspaniałego zawodnika, dziś frustrata, aby podjął się trenowania drużyny. Brakuje im przynajmniej jednego dobrego zawodnika, który grałby w ataku. Siostra Shaana, Rumana (Bipasha Basu) podpowiada, aby zabiegać o Sunny Bhasina (John Abraham). Ten jednak wiedząc, jak dobrym jest zawodnikiem, liczy na karierę w angielskim klubie. Rozczarowując tym swojego ojca. Uprzedzony do Anglików Jaidev przepowiada synowi, gdy ten wraca z boiska ze złamanym przez Anglika nosem, : "Dziś połamią ci nos, jutro nogi, a na końcu złamią ciebie". Uprzedzenia ojca potwierdzają się. Sunny mimo tego, że jest jednym z najlepszych zawodników w zespole, nie zostaje wystawiony w reprezentacji. "To nie chodzi o futbol, ale o kolor skóry, prawda?", pyta rozżalony angielskiego trenera. Dzięki temu odrzuceniu Southall United Club zyskuje świetnego strzelca. Jego obecność budzi w reszcie zawodników nadzieję na zwycięstwo. Zespół zaczyna wygrywać. Nieśmiałe z początku zwycięstwa, stają się coraz bardziej spektakularne. Drużyna jak burza zbliża się jako przyszły zwycięzca do finału zawodów. To już nie chodzi o futbol i utrzymanie miejsca na stadion, ale o dumę z tego kim są zamieszkali wśród białych Anglików ludzie innego koloru: z Indii, Pakistanu i Bangladeszu, o dumę z ich dziedzictwa, o potwierdzenie ich tożsamości, o ich szacunek do siebie. W przeddzień finałowego meczu, aby uniemożliwić zwycięstwo Azjatów nad białymi i móc przejąć grunt, na którym stoi stadion, reprezentant Anglików John Bakshi przekazuje Sunny'emu ofertę, o której ten marzył od dawna. Sunny ma dostać luksusowe auto sportowe, dom, wysoką gażę i szansę na granie w angielskim klubie u boku najlepszych. Warunkiem jest tylko rezygnacja z udziału w finałowym meczu.

## Obsada
| Aktor(ka)             | Rola                            |
| --------------------- | ------------------------------- |
| John Abraham          | Sunny Bhasin                    |
| Bipasha Basu          | Rumana                          |
| Arshad Warsi          | Shaan Ali Khan                  |
| Boman Irani           | Tony Singh                      |
| Dalip Tahil           | Johny Bakshi                    |
| Naveen Andrews        | Hanif                           |
| Rajendranath Zutshi   | Monty Singh                     |
| Dibyendu Bhattacharya | Debashis                        |
| Kushal Punjabi        | Goalie                          |
| Saurabh Dubey         | Jaidev Bhasin, ojciec Sonny'ego |

	 ...

## Piosenki
Muzykę do filmu skomponował Pritam Chakraborty, autor muzyki do Jab We Met, Life in a... Metro, Woh Lamhe, Hattrick, Just Married, Bas Ek Pal, Pyaar Ke Side Effects, Dhoom, Naksha, Dhoom 2, Apna Sapna Money Money, Garam Masala, Chocolate, czy Bhagam Bhag
| Piosenkę           | śpiewa(ją)                    | czas trwania | uwagi                                                |
| ------------------ | ----------------------------- | ------------ | ---------------------------------------------------- |
| Billo Rani         | Anand Raj Anand, Richa Sharma | 5:33         | przedstawiają na ekranie John Abraham & Bipasha Basu |
| Halla Bol          | Daler Mehndi                  | 5:05         |                                                      |
| Hey Dude           | Devrat                        | 5:00         |                                                      |
| Ishq Ka Kalma      | Neeraj Shridhar               | 4:44         | na ekranie przedstawiają John Abraham & Bipasha Basu |
| Tara Ru            | Javed                         | 3:51         |                                                      |
| Billo Rani (Remix) | Anand Raj Anand, Richa Sharma | 4:42         | Remix by DJ Amyth                                    |